# Frederica Vitale
Frederica Vitale (Italia, 25 de febrero de 1983) es una nadadora italiana especializada en pruebas de larga distancia en aguas abiertas, donde consiguió ser subcampeona mundial en 2005 en los 10 km en aguas abiertas.

## Carrera deportiva
- En el Campeonato Mundial de Natación de 2005 celebrado en Montreal (Canadá), ganó la medalla de plata en los 10 kilómetros en aguas abiertas, con un tiempo de 1:56:02 segundos, tras la neerlandesa Edith van Dijk (oro con 1:56:00 segundos) y por delante de la alemana Britta Kamrau (bronce con 1:56:04 segundos).

- Cuatro años después, en el Campeonato Mundial de Natación de 2009 celebrado en Roma ganó el bronce en los 25 kilómetros aguas abiertas, con un tiempo de 5:47:52 segundos, tras la alemana Angela Maurer  y la rusa Anna Uvarova  (plata con 5:47:51 segundos).